# ۳۱ عقاب
۳۱ عقاب یک ستاره است که در صورت فلکی عقاب قرار دارد.